# Viola Drath
Viola Herms Drath (* 8. Februar 1920 in Düsseldorf; † 12. August 2011 in Georgetown, Washington D.C.) war eine deutsch-amerikanische Autorin und Journalistin.

## Leben
Viola Herms wurde in Düsseldorf in eine wohlhabende Familie geboren. Sie besuchte ein Internat in Schottland und sprach fließend Englisch. Sie studierte Kunst und Mode und arbeitete zunächst als Theaterautorin, 1946 wurde ihr Stück „Leb wohl, Isabell“ am Theater Straubing aufgeführt. Zudem betätigte sie sich journalistisch bei verschiedenen Zeitungen. Ende der vierziger Jahre lernte sie ihren späteren Ehemann, Lt. Col. Francis S. Drath, kennen, der als stellvertretender Militärgouverneur in Bayern stationiert war. Sie folgte ihrem Mann 1947 nach Lincoln, Nebraska und nahm dort ein Studium der Philosophie und Literaturwissenschaft auf. Unterdessen war sie auch für deutschsprachige Magazine in den USA und als Amerika-Korrespondentin deutscher Zeitschriften tätig.
1968 zog die Familie (eine Tochter wurde 1962 geboren) nach Washington, D.C., wo Drath eine Stelle als Auslandskorrespondentin des Handelsblatts antrat. Fast 27 Jahre blieb sie für die Zeitung tätig.
Schwerpunkt ihrer Arbeit waren meist die deutsch-amerikanischen Beziehungen. Als Journalistin und privat verkehrte sie in Kreisen der Politik, Kunst und Kultur.
1986 starb ihr Ehemann Francis im Alter von 81 Jahren an Krebs. Einige Monate später verlobte sie sich mit dem 44 Jahre jüngeren Deutschen Albrecht Gero Muth (* 1964), den sie Anfang 1980 als Praktikanten im Rahmen einer Pressekonferenz kennengelernt hatte. Das Paar wurde erst 1990 von einem Richter des Obersten Gerichtshofes von Virginia getraut. Muth führte in den folgenden Jahren ein exzentrisches Partyleben im gemeinsamen Haushalt und gab sich dabei unter anderem als deutscher Adliger, irakischer General oder Spion verschiedener Dienste aus, während er tatsächlich arbeitslos von monatlichen Zuwendungen seiner Frau lebte. 2002 trennte sich das Paar zeitweilig, als Muth eine Beziehung zu einem Mann einging, mit dem er zusammenzog. Später lebten Drath und Muth wieder im gemeinsamen Haushalt.

### Todesumstände
Am 12. August 2011 verständigte Muth die Polizei und gab an, seine Frau leblos im Badezimmer aufgefunden zu haben, wo sie gestürzt sei. Der Unfalltod wurde jedoch stark angezweifelt, am 16. August wurde Muth offiziell des Mordes (second-degree murder) an seiner Frau beschuldigt. Am 6. März 2012 wurde von einer Grand Jury des Superior Courts im District of Columbia erweiterte Mordanklage (first degree murder) gegen Muth erhoben. Im Januar 2014 befanden die Geschworenen ihn für schuldig, das Strafmaß wurde später auf 50 Jahre Haft festgesetzt.

### Verfilmung
Die Beziehung zwischen Muth und Drath und ihre Ermordung stehen im Mittelpunkt des Regiedebüts des österreichischen Schauspielers Christoph Waltz. Die Hauptrollen in Georgetown spielen er selbst (als Ulrich Mott) und Vanessa Redgrave (als Elsa Brecht). Premiere feiert der Film beim Tribeca Film Festival im April 2019.

## Schriften
- Germany in world politics. Cyrco Press, 1979
- Willy Brandt, prisoner of his past. Chilton Book, 1975
- Engagement und Provokation: Texte zeitgenössischer deutschsprachiger Autoren. Macmillan, 1973
- Was wollen die Deutschen?: 21 Zeitgenossen. Macmillan, 1970
- Typisch deutsch?. Holt, Rinehart, and Winston, 1969
- Die komplizierten Deutschen: intime Konversationen. Blaisdell, 1967
- Reporter in Deutschland: a reader for beginners. Holt, 1959
- Goethes Wahlverwandtschaften und Friedrich Schlegels Lucinde. M.A. University of Nebraska 1953